# 香兰属
香兰属（学名：Haraella）是兰科下的一个属，为附生兰。该属仅有香兰（Haraella retrocalla）一种，分布于台湾。
现接受名为：盆距兰属 （Gastrochilus D.Don）。